# Hampsícoras
Hampsícoras o Hampsàgoras fou un cap sard que després de la batalla de Cannes (216 aC) va entrar en negociacions secretes amb Hanníbal, que va convidar a enviar tropes a l'illa. Hanníbal va enviar Hasdrúbal el Calb amb una flota i un exèrcit.
Abans d'arribar, mentre Hampsícoras era a l'interior de l'illa reclutant forces per una revolta, el seu fill Hiost es va deixar portar a un enfrontament amb els romans dirigits pel pretor Titus Manili, en el qual fou derrotat i les seves forces dispersades.
L'arribada d'Àsdrubal va canviar la situació i el cap cartaginès i Hampsícoras van reunir les seves forces i van avançar cap a Caralis (Càller) la capital provincial on Manili els va presentar batalla. Manili va obtenir una victòria completa i Hiost va morir; Hampsícoras es va poder escapar, però en assabentar-se de la mort del seu fill es va suïcidar (estiu del 215 aC).